# Mads Conrad-Petersen
Mads Conrad-Petersen (født 12. januar 1988) er en dansk badmintonspiller. Han vandt guldmedaljen ved det europæisk mesterskab i 2016 i herrens dobbeltbegivenhed, der blev vundet sammen med Mads Pieler Kolding. Han var også en del af det danske landshold, der vandt Thomas Cup i 2016.